# 6470 Aldrin
6470 Aldrin eller 1982 RO1 är en asteroid i huvudbältet som upptäcktes den 14 september 1982 av den tjeckiske astronomen Antonín Mrkos vid Kleť-observatoriet i Tjeckien. Den är uppkallad efter den amerikanske astronauten Buzz Aldrin.
Den tillhör asteroidgruppen Flora.